# Pterisanthes linguispicata
Pterisanthes linguispicata är en vinväxtart som beskrevs av Van Steenis. Pterisanthes linguispicata ingår i släktet Pterisanthes och familjen vinväxter. Inga underarter finns listade i Catalogue of Life.